# Calamus exilis
Calamus exilis är en enhjärtbladig växtart som beskrevs av William Griffiths. Calamus exilis ingår i släktet Calamus och familjen Arecaceae. Inga underarter finns listade i Catalogue of Life.